# オーベルタワー川口コラージュ
オーベルタワー川口コラージュ（オーベルタワーかわぐちコラージュ）は、埼玉県川口市に所在する超高層マンションである。市内では3番目の高い建築物となっている。

## 概要
再開発前は旧国鉄貨物ヤード跡地と老朽化した店舗・住宅が混在していた。土地利用転換による川口駅前の顔づくりを目指し、川口1丁目1番第一種市街地再開発事業によって再開発が行われ、建設された。また、同再開発事業によって地上8階地下2階建の本館棟キュポ・ラと14階建の賃貸棟、7階建の駐車場棟も建設された。

## 沿革
- 1985年（昭和60年）9月 - 「寿街づくり勉強会」発足[2]。
- 1991年（平成3年）12月 - 都市計画決定。
- 1998年（平成10年）9月 - 川口1丁目市街地再開発組合設立認可。
- 2002年（平成14年）3月 - 都市計画の変更。
- 2003年（平成15年）7月 - 着工。
- 2006年（平成18年）3月 - 竣工。

## 周辺
- 川口駅
- そごう川口店
- リリア
- キャスティ
- アリオ川口